# Museicentret Vapriikki
Museicentret Vapriikki (finska: Museokeskus Vapriikki) är ett museikomplex i Tammerfors i Birkaland. Det ligger i stadsdelen Tampella vid Tammerforsens strand. Museikomplexet öppnades för allmänheten 1996. Vapriikkis utställningar omfattar i första hand Tammerfors och Birkalands historia, naturvetenskaper, konst, industri- och teknikhistoria samt arkeologi och främmande kulturer.
Namnet Vapriikki kommer från det svenska ordet fabrik. Museicentret är inrymt i den ursprungliga verkstaden i Tampellas fabrik, vars äldsta delar är från 1880-talet. Av ytan på cirka 14 000 m² har hälften vikts för utställningar och allmänna utrymmen. Resten av komplexet inrymmer centrets övriga verksamhet såsom forskning och arkeologiskt arbete.

## Museer
I museicentret verkar Birkalands landskapsmuseum, Mineralmuseet, Mediamuseet Rupriikki, Postmuseum, Finlands ishockeymuseum, Finlands spelmuseum och Tammerfors naturhistoriska museum. Dessa museers basutställningar är alltid tillgängliga. Till de permanenta utställningarna hör också Tampere 1918 om det finska  inbördeskrigets historia samt Finlayson 200 – från industri till varumärke. Till de permanenta utställningarna kommer växlande specialutställningar.
Tammerfors moderna museum ställde ut i Vapriiki åren 1998–2005, Skomuseet 2003–2015 och Dockmuseet 2009–2019.